# Kulazuch
Kulazuch (Koolasuchus) – rodzaj drapieżnego płaza z podgromady labiryntodontów,  rzędu temnospondyli, nazwanego na cześć odkrywcy, Lesleya Koola – Koolasuchus znaczy „krokodyl Koola”. Żył we wczesnej kredzie (około 110-106 milionów lat temu) na terenie obecnej Australii, wchodzącej w owym czasie w skład superkontynentu Gondwany i znajdującej się w pobliżu Bieguna Południowego, co rzutowało na jej klimat. Być może żył też na terenie obecnej Antarktydy, która była bezpośrednio połączona z terenem Australii.

## Historia odkrycia
Odkrycia pary szczęk zwierzęcia dokonano w roku 1989 w pobliżu San Remo w stanie Wiktoria. Pełny wygląd czaszki odtworzono na podstawie skamieniałości innego labiryntodonta o nazwie Siderops. Waga odkrycia była ogromna z powodu panującego wcześniej przekonania, że ostatnie temnospondyle wymarły 100 milionów lat przed czasem występowania kulazucha. Uważa się, że wiązało się to z pojawieniem się konkurencji ze strony fitozaurów, a następnie krokodyli. Kulazuch mógł przetrwać dłużej na terenach, których z powodu niesprzyjającego klimatu nie zamieszkały wspomniane grupy gadów.

## Budowa
- Był to duży drapieżnik. Ważył przypuszczalnie około pół tony. Jego długość wynosiła 5 metrów, przy wysokości zaledwie 30 centymetrów.
- Kulazuch miał dużą i ciężką głowę, o szerokości około 50 cm. Oczy, podobnie jak u krokodyli, umieszczone były na szczycie głowy. Zęby nie były ułożone w jednym rzędzie, co pozwalało zwierzęciu na rozdrabnianie pokarmu. Ponadto były one zakrzywione do tyłu, co uniemożliwiało ofierze wydostanie się z paszczy drapieżnika, po jej pochwyceniu.
- Koolasuchus miał na powierzchni głowy układ kanałów linii bocznej, który otaczał także jego oczy. Zmysł ten  umożliwiał mu polowanie nawet w mętnej wodzie.
- Kończyny kulazucha były drobne i słabo przystosowane do poruszania się na lądzie.

## Behawior i etologia
Uważa się, że podstawę pożywienia kulazucha stanowiły żółwie, skorupiaki, morskie mięczaki, ryby i jamochłony. Kształt i duże rozmiary jego głowy sugerują, że mógł on kryć się w wodzie i zasysać swoje ofiary na sposób żyjących współcześnie skrytoskrzelnych. Wspomniane wyżej rozmieszczenie oczu świadczyć może, że był on drapieżnikiem polującym z zasadzki na kręgowce lądowe, tak jak czynią to krokodyle, których rolę przejął na terenach arktycznych. Jego łupem mogły więc padać niewielkie ssaki i dinozaury, jak Leaellynasaura.
Można przypuszczać, że z zimnym klimatem radził sobie zapadając w stan hibernacji, tak jak robi to dzisiaj większość płazów.

## Kulazuch w kulturze masowej
Zwierzę przedstawione zostało w odcinku serialu Wędrówki z dinozaurami pt. Duchy milczących kniei jako zagrożenie dla lielynazaur, małych ornitopodów.
| ← mln lat temuKulazuch |          |            |          |          |           |         |          |         |          |           |      |    |
| Prekambr←4,6 mld       | Kambr541 | Ordowik485 | Sylur443 | Dewon419 | Karbon359 | Perm299 | Trias252 | Jura201 | Kreda145 | Paleog.66 | Ng23 | Q2 |